# Wielowieś (gmina w województwie zielonogórskim)
Wielowieś – dawna gmina wiejska istniejąca w latach 1945–1953 w woj. poznańskim i woj. zielonogórskim (dzisiejsze woj. lubuskie). Siedzibą władz gminy była Wielowieś.
Gmina Wielowieś powstała po II wojnie światowej (1945) na terenie tzw. Ziem Odzyskanych (tzw. III okręg administracyjny – Pomorze Zachodnie). 25 września 1945 gmina – jako jednostka administracyjna powiatu cielęcińskiego – została powierzona administracji wojewody poznańskiego, po czym z dniem 28 czerwca 1946 została przyłączona do woj. poznańskiego. 6 lipca 1950 gmina wraz z całym powiatem sulęcińskim weszła w skład nowo utworzonego woj. zielonogórskiego.
Według stanu z 1 lipca 1952 gmina Wielowieś składała się z 7 gromad: Boryszyn, Grochów, Sieniawa, Templewo, Trzemeszno Lubuskie, Wielowieś i Żarzyn.
12 września 1953 z gminy Wielowieś wyłączono gromadę Templewo i włączono ją do gminy Kursko w powiecie międzyrzeckim, oraz gromadę Boryszyn, którą przyłączono do gminy Lubrza w powiecie świebodzińskim. 9 dni później, 21 września 1953, gminę Wielowieś zniesiono a jej obszar podzielono między gminy Sulęcin (gromady Grochów i Trzemeszno Lubuskie) i Łagów (gromady Sieniawa, Wielowieś i Żarzyn).